# Reisverhaal
Een reisverhaal in engere zin is een realistisch gepresenteerd reisverslag, waaraan algemeen een zekere literaire waarde wordt toegekend. Anders dan een reisverslag is het geen rapportage aan een belanghebbende, maar is het bedoeld voor een breder publiek. 
Niettemin is voor de vroegste reisbeschrijvingen vaak moeilijk een onderscheid te maken tussen reisverslag en reisverhaal: historische reconstructie kan problematisch zijn, waardoor niet steeds het waarheidsgehalte of het bestaan van een opdrachtgever te achterhalen zijn. Daarbij komt dat deze oudste werken inmiddels hun rapportagekarakter goeddeels hebben verloren. Wel kunnen zij vaak nog als onmisbaar geschiedkundig onderzoeksobject dienen, maar voor de algemene lezer zijn zij evenzeer van belang als (literair) verhaal.

## Fictie en non-fictie
Het waarheidsgehalte van een reisverhaal kan in het geding zijn doordat niet langer te achterhalen valt of de schrijver een goed waarnemer was.
Het reisverhaal kan ook op geheel andere gronden in twijfel worden getrokken. Er bestaat een grote categorie reisverhalen die niet of nauwelijks op waarheid berusten doordat de auteur ze (grotendeels) heeft verzonnen, de zogeheten imaginaire reisverhalen.  Enkele zeer bekende voorbeelden van imaginaire reisverhalen zijn Robinson Crusoe van Daniel Defoe, Gullivers reizen van Jonathan Swift en Reize door het Aapenland van Gerrit Paape. Een verhaalgenre dat zeer nauw aan verwant is aan het imaginaire reisverhaal is de robinsonade. Vooral voor de tijdgenoten van de schrijver was het waarheidsgehalte in het verleden nauwelijks te controleren: de middelen tot reizen en tot communiceren ontbraken daartoe.
Dit fictieve karakter vormt bij oudere reisverhalen voorwerp van onderzoek. Het leidt er weliswaar toe dat zij niet zonder meer als historische bron kunnen worden gebruikt, maar aan hun literaire kwaliteit doet het niets af; de fictionaliteit kan het literaire belang zelfs vergroten. Zo is Daniel Defoe zeer bewonderd om de illusie van realiteit die hij aan zijn (geheel verzonnen) werken wist te verlenen, en zijn de technieken die de auteur daarbij toepaste, intensief bestudeerd.
Een andere vraag die zich voordoet, is die naar de doelstelling: draait het verhaal om die reis, of wordt de reis slechts als toevallige achtergrond gebruikt? Als dit laatste zeer sterk het geval is, heeft het weinig zin nog van een reisverhaal te spreken; maar vaak is het niet een kwestie van voorgrond of achtergrond: vele gradaties zijn mogelijk, en het element "reis"kan diverse functies vervullen in het verhaal.

## Herkomst en thema's

### Het Verre Oosten
Er bestaat een uitgebreide Chinese reisliteratuur. Die heeft vaak het karakter van een reisverslag, zie aldaar. 

#### India
De Indiase reisliteratuur is schaarser dan de Chinese. Wel is een biografie bekend van de Kasjmirse prins Goenawarman, die rond 400 als boeddhistisch zendeling naar de Indonesische Archipel kwam, om na 424 door te reizen naar China. Zijn levensbeschrijving ontstond een eeuw na zijn overlijden.

#### Japan
In de Japanse literatuur bestaan reisverhalen van een hoog literair gehalte. 
- In 804 ging Kūkai (774—835) scheep om zich in China in het boeddhisme te bekwamen; in 806 keerde hij terug naar Japan. Kūkai was een zeer veelzijdig man, bekwaam in de wetenschappen maar ook met literaire gaven. Zijn reisverhaal (Sjorai Moluroku) is een zeer persoonlijk verslag van zijn belevenissen, en van de ontmoetingen en gesprekken met de abt die zijn leermeester werd.
- Ruim een eeuw later werd het "Tosa-dagboek" (Tosa Nikki) geschreven (begin 10e eeuw, in de Heian-periode). Dit gaat over een reis binnen Japan, en verhaalt van de reis van een gouverneur. Het is een revolutionair werk omdat Ki no Tsurayuki als ik-verteller een vrouwelijk personage kiest. Zij vergezelt het gezantschap van de gouverneur, die van Tosa naar de hoofdstad teruggaat. Het is deels een verhaal van ontmoeting en afscheid, deels wordt het verhaal ook, zoals in de Japanse verhaalliteratuur verre van ongebruikelijk is, onderbroken door andere teksten: gedichten die men voor elkaar reciteert, een lied dat de matrozen zingen. De handeling van het reizen is tegelijkertijd prominenter aanwezig dan in het werk van Kūkai.
- Rond 1370 verscheen een romantisch werk over de keizers Gotoba en Godaigo, die geen van beide tegen de militairen waren opgewassen, allebei werden verbannen. Hoewel in deze Masukagami reizen worden beschreven, is het toch eerder een roman van politiek en verbanning.
- Het beroemdste Japanse reisverhaal, van de hand van de haiku-dichter Matsuo Basho, is De smalle weg naar het verre noorden (Oku no Hosomitsji, "De smalle weg naar Oku"). Het ontstond in de tweede helft van de 17e eeuw, en is het verhaal van een reis die de auteur werkelijk gemaakt had. De bezochte plaatsen worden beschreven; plaatsen vallen tegen of juist mee, er is een "lachende" en een "droevige" lagune, een berg weerspiegelt in het water, een groepje prostituees wil zich aansluiten maar wordt beleefd afgewezen. Toch heeft de rustige prozavertelling, onderbroken door eigen of andermans gedichten, weinig dramatiek. Niet de gebeurtenissen staan op de voorgrond, maar de sfeer van het landschap en de stemmingen van de schrijver. Er is een steeds voelbare wisselwerking tussen reis, bezochte plaatsen en persoonlijke beleving.
- In 1685 verscheen Ihara Saikaku's "Verhalen uit de provincies" (Saikaku Sjokoku-banasji). Dit is eerder een verhalenbundel dan een reisverhaal, al is het wel op Ihara's reizen gebaseerd. Vanaf zijn jeugd had hij gewesten bezocht, en de meest belangwekkende verhalen die hem ter ore waren gekomen, bracht hij nu bijeen. De verschillende locaties dienen slechts als achtergrond voor de vaak anekdotische verhalen.
- Het in afleveringen gepubliceerde "Een voetreis" (Hizakurige, vanaf 1802) is een fictief werk. De auteur, Djippensja Ikku, had onmiddellijk succes met dit verslag van twee voetreizigers en hun grappige avonturen. Ook hier zijn het vooral die avonturen en de grappige invallen van de auteur, niet zozeer de reis zelf, die het verhaal dragen.

Men arriveert in een herberg, verneemt dat de dames in het aanpalend vertrek heksen zijn, en besluit die te raadplegen teneinde in contact te komen met verschijningen van gene zijde. En ja, de overleden echtgenote van een der reizigers verschijnt, maar de ontmoeting is allesbehalve hartelijk: zij overlaadt hem met verwijten om het zware leven, in zijn gezelschap geleid, en beveelt hem de heks vooral veel geld te geven. Nu moet zij namelijk terug naar de hel. Aldus geschiedt; men doet zich tegoed aan sake, waarbij de snel intredende dronkenschap van de twee heren contrasteert met de onverzettelijke nuchterheid der heksen, en na vele grappen, "te saai om hier te herhalen", valt de nacht en beginnen de verwikkelingen pas.

### De klassieke Oudheid
- Homeros' Odusseia ("Odyssee") is het epische, gefingeerde verhaal in dichtvorm van Odysseus' omzwervingen; nadat hij had geholpen de heilige stad Troje te verwoesten, kostte het hem en zijn manschappen nog tien jaar om zijn thuishaven te bereiken. De Odyssee dateert uit de 8e eeuw voor onze jaartelling, en is in het Grieks geschreven.
- Rond 400 voor onze jaartelling maakte Xenophon van Athene een militaire expeditie naar het binnenland van Azië mee, waarvan hij uiteindelijk de leiding op zich nam. Zijn Anábasis, ook in het Grieks, maar in proza, is het verslag van de heen- en terugtocht. De wederwaardigheden van de tochten worden uitgebreid beschreven, maar het boek is toch geen reisverslag in de vorm van een rapport; eerder is het Xenophons gedenkschrift.
- Het Latijnse prozawerk Commentarii dé bello Gallico van Julius Caesar heeft weer meer het karakter van een reisverslag, al is Caesars persoonlijke stijl erin herkenbaar. Dé bello Gallico werd in opdracht van de Romeinse Senaat geschreven, en rapporteert over de oorlogen die Caesar van circa 58 tot 50 voor onze jaartelling tegen de Galliërs voerde.

### De Middeleeuwen

#### Allegorie en didactiek
In de middeleeuwse literatuur, waarin de christelijke benadering van het leven en van het beschrevene domineert, spelen allegorie en didactiek een grote rol in de letterkunde, die vaak bedoeld is om de lezer te stichten, te bekeren of te instrueren. Voor dit doel kon de reis als symbool worden gebruikt. De betreffende teksten zijn vaak niet erg streekgebonden wat hun lezerspubliek betrof: natiestaten bestonden nog niet of nauwelijks, en de taalbarrière werd overwonnen door hetzij gebruik van het Latijn, hetzij (vrije) vertaling en bewerking.
- In het toneeldicht Den Spyeghel der Salicheyt van Elckerlijk gaat het om een louter symbolische reis: de naam van de hoofdpersoon alleen al (Elckerlijck betekent "iedereen") geeft aan dat van realisme hier geen sprake is, en de reis staat voor de overgang van het ondermaanse naar het hiernamaals.
- Het gedicht Van Sinte Brandane gebruikt wel de reis als thematisch element. De Ierse abt Brendan of Brandaan leest een boek over wonderen, gooit het vervuld van scepsis in het vuur, maar krijgt bezoek van een engel die hem opdraagt op reis te gaan om "die waerheit" te vinden. Brandaan gaat scheep met een groep monniken, lijdt ontberingen, ziet fabeldieren en leeuwen, een kristallen paleis en onzijdige engelen. Brandaan leert zijn les.

Overigens komt in dit verhaal een belangrijke karaktertrek naar voren van vele reisbeschrijvingen uit de Middeleeuwen: men had betrekkelijk weinig kennis van de omringende wereld, en het valt de moderne lezer op dat hetgeen door de reiziger op zijn weg wordt aangetroffen, een bonte mengeling is van feit en onmogelijkheid. Voor de middeleeuwse lezer of toehoorder was er geen duidelijk verschil: een wonder was iets om je over te verwonderen, niet iets onbestaanbaars.
- Allerlei zoektochten zijn door schrijvers gebruikt om hun verhaal te structureren, zoals de queeste naar de Heilige Graal in de middeleeuwse Brits-Keltische romances. Van een echte reis is hier geen sprake; het gaat om het zoeken. Ook de Grieks-Latijnse romances kunnen reizen beschrijven, zoals de veldtochten van Alexander de Grote, maar die reizen staan geheel op de achtergrond, deels doordat het beschrevene de schrijver niet bekend was: hij bewerkte een oud origineel.
- Iets vergelijkbaars zien we in Van den Lande van Oversee van Jacob van Maerlant: in tegenstelling tot wat de titel suggereert, ontbreekt iedere lokale kleur. Het rijmwerk is een oproep om het Heilig Land te bevrijden.

##### Uitloop
Aan het einde van de Middeleeuwen maakt de allegorie allengs plaats voor groter realisme, maar haar rol is dan zeker niet uitgespeeld. Nog in The Pilgrim's Progress (1678) van John Bunyan is het de lezer duidelijk dat het niet om een werkelijke tocht gaat, maar om de reis naar de spirituele redding, met smalle paden en gevaren op de weg. 
De reis kan ook een zoektocht naar persoonlijke ontwikkeling zijn: een voorbeeld is Siddharta (1922) van Hermann Hesse, waarin het doel van de reis tevens de persoonlijke bevrijding inhoudt. Hier is eerder sprake van vormingsromans dan van een reisverhaal.

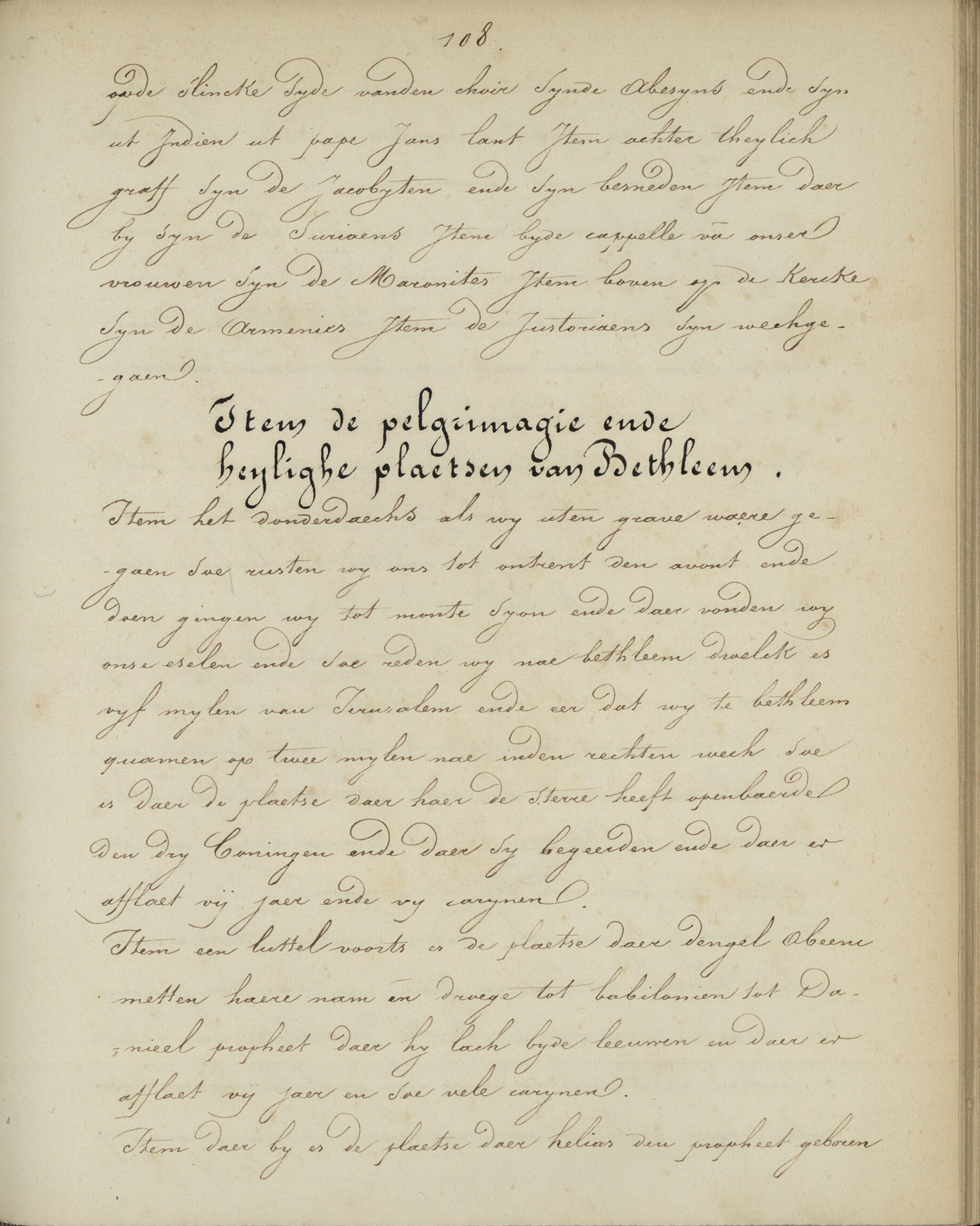
Fragment uit het middeleeuwse manuscript van het reisverhaal "Heilige Pelgrimage en de Reis van Jeruzalem". Kopie naar het origineel van Jan van Berchem, gemaakt in de 19de eeuw.

#### Realistischer reizen
De Kruistochten openden de middeleeuwers de ogen voor de hen omringende wereld; bij de nieuwe informatie die tot hen kwam, waren ook reisverhalen als die over Richard Leeuwenhart. Er bleek een wereld buiten Europa te bestaan, en de kennis van die wereld werd allengs feitelijker. Niet alleen werd er veel over de kruistochten geschreven, ook bedevaarten waren interessante onderwerpen van de reisverhalen.
Toch valt het begin van de realistische reisverhalen veel vroeger in de Middeleeuwen te plaatsen. Zo spande Koning Alfred van Wessex (Engeland, 849—899) zich in voor de herleving van de kennis in zijn land, en vertaalde daartoe zelf een aantal boeken. In een boek van de Spaanse priester Orosius laste hij verslagen in van de reis die de Noor Ohthere maakte naar het noordpoolgebied en de Witte Zee, en van de tocht van de reiziger Wulfstan naar de Oostzee. (Deze reiziger was een ander dan de bekende bisschop Wulfstan.) Het ging hier dus om reizen van beperkte lengte: men bleef binnen Europa.

##### Uitloop
Met toenemende kennis nam het realisme toe, en reeds in de late Middeleeuwen zien we een overgang naar de verhalen over ontdekkingsreizen en tochten naar onbekend gebied. Het bekendst is uiteraard Marco Polo (1254—1324), wiens beschrijving van reizen tot aan China eeuwenlang als leidraad hebben gediend voor de kennis van Azië. Zijn werk, Il milione ("De miljoen"), is niet door hemzelf geschreven maar na 1295 gedicteerd aan Rustichello of Rusticiano, een schrijver van romances. Er is wel aangenomen dat Marco Polo niet verder is gekomen dan Perzië. Het meerderheidsstandpunt is tegenwoordig echter dat Il milione een getrouw verslag is van wat hij zag en hoorde; dat dit niet altijd strookte met de werkelijkheid, kwam doordat hij een aantal gegevens uit de tweede hand vernam.
De bekende laat-middeleeuwse reisverhalen zijn niet beperkt tot die van Europeanen. In de veertiende eeuw maakte de uit Tanger afkomstige Ibn Battuta reizen naar alle islamitische landen (Klein-Azië, Afrika, de Maldiven en India). Ook zijn reisverhaal, de Rihla(h) ("Reizen"), werd gedicteerd. Ibn Juzzay, die het in 1353 optekende, maakte het onopgesmukte proza sierlijk en voegde er bovendien poëziefragmenten aan toe.

### Verkenning en kolonialisme
Na de Middeleeuwen doen zich nieuwe ontwikkelingen voor, enerzijds in de maatschappelijke en algemeen-literaire context, anderzijds, en als afspiegeling daarvan, op het meer specifieke terrein van de reisverhalen.

#### Realisme
De tijd van de grote ontdekkings- en verkenningsreizen treedt in, de nieuwsgierigheid van de West-Europese mens naar de wereld die tot dusver buiten zijn blikveld lag, alsook het loutere besef dat er zo'n wereld bestaat, doet de honger naar nieuws, naar verslagen, verhalen en naar nieuwe belevenissen toenemen. Allengs komt ook de journalistiek op. In de literatuur doet het Realisme zijn intrede (de term zelf is van later datum): de opvatting dat de literatuur weliswaar geen werkelijkheid hoeft te bieden, maar dan toch een illusie van werkelijkheid. De literatuur, althans segmenten van die literatuur, moeten die werkelijkheid natuurgetrouw imiteren.

#### Het nieuwe
Tegelijkertijd is veel van die werkelijkheid nog nieuw. Dat blijkt uit de namen die aan nieuwe gebieden worden gegeven: de "Nieuwe Wereld" heet nu eens "Nieuw Spanje", dan weer "Nieuw Frankrijk" of "Nieuw Engeland". Veel van dat nieuwe is verbazingwekkend, ongelooflijk of simpelweg nog onbekend: een wereld van wonderen, waarbij nog allerminst zeker is wat men zal aantreffen, wat mogelijk zal blijken en wat er in de onbekende werelden allemaal niet bestaat.

#### Reisverhalen: herkomst
Doordat aanvankelijk vooral Portugal, Spanje en Italië domineerden bij het ontdekken van nieuwe werelden, zijn het eerst ook die landen die reisverhalen leveren. De reis om de wereld van Ferdinand Magellaan werd meegemaakt door de Italiaan Pigafetta, die een verslag van zijn zeevaarten maakte; maar een verslag dat van tijd tot tijd fantastisch genoeg is om als reisverhaal te worden beschouwd. Vele reisverhalen van Spanjaarden over Peru brachten de mesties Garcilaso de la Vega er zelfs toe een geschiedenis van de Inca's te schrijven, die men als een soort omgekeerde reisbeschrijving zou kunnen beschouwen: hij schreef zijn werk om, als insider, de vele misvattingen te kunnen corrigeren die hij in de Spaanse verslagen had aangetroffen.
In de achttiende eeuw is de dominantie over de zeeën goeddeels door de Engelsen en de Fransen overgenomen, en komen ook de reisverhalen die de meeste aandacht verdienen, bij die volkeren vandaan.

#### Reisverhalen: aard
Deze reisverhalen vallen, zeer grofweg, te groeperen volgens een driedeling:
- Verhalende reisverslagen, bedoeld als verslaglegging van een reis, voor een vrij breed publiek, en in verhalende vorm geschreven. Het waarheidsgehalte is deels afhankelijk van het waarnemingsvermogen van de reiziger; het wordt ook beïnvloed door zijn kritisch vermogen, door de vraag of hij alles wat hij op reis van anderen verneemt, voor zoete koek slikt.
- Reisfictie, bedoeld als realistisch verhaal, met een reis tot onderwerp, terwijl het de lezer duidelijk is dat de reis niet werkelijk heeft plaatsgevonden. Zo zal het de meeste lezers van Daniel Defoes Robinson Crusoe duidelijk zijn geweest dat het verhaal, ondanks de werkelijkheidsillusie, fictief was.
- Reisleugens, bedoeld om door te gaan voor verslaglegging, maar in werkelijkheid verzonnen, naverteld, gecompileerd of eenvoudig overgeschreven van andere bronnen.
  - Hieraan kunnen wensvervullingen bij schrijver en lezer ten grondslag liggen. Zo zijn er verhalen over een rivierstelsel dwars door Noord-Amerika, waardoor men vanuit de Atlantische Oceaan de Stille Zuidzee zou kunnen bereiken. Een zo'n verslag geeft zelfs een landkaart, die door indianen zou zijn getekend.
  - Ook de zucht naar het fantastische of sensationele kan een motief zijn. Zo zijn er verhalen over reuzen op Vuurland, die grif geloofd werden. De ontdekkingsreizigers reikten slechts te paard gezeten tot aan het hoofd van deze enorme wezens, en het hielp weinig dat een kritische Europeaan zich spottend afvroeg waar de zeevaarders dan opeens deze paarden vandaan hadden gehaald.
  - De schrijver kan gemotiveerd zijn door eigenbelang: door het beschreven gebiedsdeel bijvoorbeeld groter voor te stellen dan het was, hoopte hij van de koloniserende vorst een grotere gebiedsaanspraak te verkrijgen dan hem anders ten deel was gevallen.

In de praktijk lopen deze categorieën sterk dooreen, en is soms waarheid moeilijk van verdichtsel te onderscheiden. Dit was voor de lezende tijdgenoot al moeilijk, maar de discussie over het waarheidsgehalte van sommige werken heeft ook onder wetenschappers tot in de twintigste eeuw voortgeduurd.

### Uitgaven van historische reisverhalen
Historische reisverhalen blijven een populair genre. In het Nederlandse taalgebied legt de Linschoten-Vereeniging zich met de reeks Werken uitgegeven door de Linschoten-Vereeniging zich toe op het uitgeven van historische reisverhalen in hun oorspronkelijke vorm, zonder hertaling naar modern Nederlands. Dit maakt van de Werken niet enkel een interessante historische bron - ook dankzij de inleiding die het verhaal in zijn historische context plaatst - maar ook voor taalwetenschappers vormen de teksten uniek werkmateriaal om evoluties in onze taal te bestuderen. De Hakluyt Society werkt op eenzelfde manier in de Angelsaksische wereld. Daarnaast zijn er talloze uitgaven van historische reisverhalen in een moderne hertaling; voor uitgeverijen zoals de Walburg Pers, Verloren, Terra Incognita, Atlas (Nederlands) of de Editions Chandeigne (Frans) vormen ze een belangrijk onderdeel van hun fonds.

### Moderne reisliteratuur
Reisverhalen vertonen in de twintigste en eenentwintigste eeuw een veelheid van vormen. Enerzijds is er het vrij zakelijk geschreven verslag, dat echter tegelijkertijd een verhalend karakter heeft. Zeer uiteenlopende voorbeelden zijn Kampvuren langs de Evenaar, een reisverhaal over wederwaardigheden in Afrika van Dr Paul Julien, dat in de twintigste eeuw zeer bekend was; maar ook John Hillaby's Journey through Britain, het verhaal van de (bekende) tocht van het uiterste zuiden naar het extreme noorden van het eiland, maar ditmaal te voet afgelegd.
Anderzijds kan het literaire element een dominante rol spelen. Vorm en structuur van het verhaal treden op de voorgrond, de verteller krijgt de meeste aandacht met zijn of haar stemmingen, indrukken, observaties en belevenissen tijdens de reis. 
In al deze gevallen kan voor een veelheid van structuren worden gekozen, van het dagboekachtige tot het beeldend-verhalende.

## De reis als structurerend element
Het motief van de reis is in talloze literaire werken overdrachtelijk gebruikt, en vormt zelfs een van de meest voorkomende verhaalstructuren. Reisverhalen zijn deze werken echter niet: de reis is erin een structurerend element of motief. In talloze verhalen is de reis niet meer dan een achtergrondgegeven: er komen reizen in voor, maar zij gaan niet over reizen, en zijn dus geen echte reisverhalen.
Zo is een vroege roman als The Unfortunate Traveller (1594) van Thomas Nashe geen reisverhaal, ondanks de titel: het is veeleer een schelmen- of avonturenroman, in de vorm van een reis gegoten om het avontuur nog extra cachet te geven voor de thuisgebleven lezer. 
En de reis kan als raamwerk worden gebruikt voor een raamvertelling: een bekend voorbeeld zijn de Canterbury Tales (eind 14e eeuw) van Geoffrey Chaucer. Daarbij is de reis vanuit het oogpunt van plot een vrij toevallige bijkomstigheid, terwijl de aandacht van de lezer in werkelijkheid op de afzonderlijke verhalen wordt gevestigd.

## Auteurs
Enkele auteurs die (vaak naast ander werk) reisverhalen geschreven hebben, zijn:
A
- Bertus Aafjes
- Willibald Alexis
- Hans Christian Andersen

B
- Gertrude Bell
- Hilaire Belloc
- Lina Bögli
- Ludwig Börne
- James Boswell
- Louis-Antoine de Bougainville
- Pierre Bouguer
- Pieter van den Broecke
- Cornelis de Bruijn
- Bill Bryson
- Boudewijn Büch

C
- Adelbert von Chamisso
- Bruce Chatwin
- Charles-Marie de La Condamine
- Joseph Conrad
- James Cook
- Astolphe de Custine

D
- William Dampier
- Charles Darwin
- Josie Dew
- Charles Dickens
- Adriaan van Dis
- Gerald Durrell
- Lawrence Durrell

F
- Wilhelm Filchner
- Patrick Leigh Fermor
- Theodor Fontane
- Johann Georg Adam Forster

G
- René Gardi
- Théophile Gautier
- André Gide
- Joseph Arthur de Gobineau
- Johann Wolfgang Goethe
- Franz Grillparzer

H
- Heinrich Harrer
- Sven Hedin
- Heinrich Heine

J
- Samuel Johnson
- Lieve Joris

K
- Ryszard Kapuscinski
- Alma Karlin
- Michiel van Kempen
- Karl Maria Kertbeny
- Wolfgang Koeppen
- Christian Kracht

L
- Alphonse de Lamartine
- D.H. Lawrence
- Albert Londres
- Pierre Loti

M
- John Mandeville
- Karl May
- Peter Mayle
- Fanny Mendelssohn
- Henri Michaux
- Jan Frans Michel
- Helmuth Karl Bernhard von Moltke
- John Lothrop Motley

N
- V.S. Naipaul
- Gérard de Nerval
- Cees Nooteboom

O
- Redmond O'Hanlon

P
- Michael Palin
- Pausanias
- Michel Peissel
- Joseph Pla
- Marco Polo
- Elisabeth Maria Post
- Willy Puchner
- Ida Pfeiffer
- Frederic Prokosch
- Hermann von Pückler-Muskau

S
- Sanmao
- Johanna Schopenhauer
- Joseph August Schultes
- Annemarie Schwarzenbach
- J. Slauerhoff
- Joshua Slocum
- Tobias Smollett
- John Steinbeck
- Robert Louis Stevenson

T
- Paul Theroux
- Mark Twain

U
- Antonio de Ulloa

V
- George Vancouver
- Carolijn Visser

W
- Rebecca West
- Pieter van Woensel
- Mary Wollstonecraft